# James Cable
Sir James Eric Cable (* 15. November 1920; † 27. September 2001) war ein britischer Offizier, Diplomat und Marinehistoriker.

## Herkunft und Ausbildung
Cables Vater war im britischen Konsulardienst tätig, er selbst besuchte die Stowe School und studierte anschließend moderne Sprachen am Corpus Christi College (Oxford), das er 1941 abschloss. Noch im selben Jahr trat er in das Royal Corps of Signals ein und avancierte im Laufe des Zweiten Weltkriegs zum Major.

## Diplomatische Laufbahn
1947 trat er in den diplomatischen Dienst ein. Sein erster Auslandsposten war Batavia in Niederländisch-Ostindien, wo er die Unabhängigkeit Indonesiens erlebte.
1952 wurde er nach Helsinki versetzt, wo er seine spätere Ehefrau kennenlernte. 1954 nahm er an der Genfer Indochinakonferenz teil. Von 1956 bis 1959 diente er in Budapest, 1960 als Konsul in Quito. Von 1963 bis 1966 diente er im Foreign Office in der Abteilung Südostasien, von 1966 bis 1969 war er in Beirut als diplomatischer Rechtsberater tätig. Bereits Ende der 60er Jahre publizierte er unter dem Pseudonym Hugo Grant zwei diplomatische Studien.
Offenbar 1970 nahm er ein Sabbatjahr und promovierte mit einer Studie zur Kanonenbootpolitik, Gunboat Diplomacy, die zwischen 1971 und 1994 insgesamt drei jeweils erweiterte Auflagen erlebte und schließlich den Untersuchungszeitraum bis 1991 einschloss.
Von 1971 bis 1975 war er Chef des Planungsstabs im Foreign and Commonwealth Office (FCO). Er beendete seine diplomatische Tätigkeit als Botschafter in Finnland und trat 1980 in den Ruhestand. Sein letztes Werk erschien 1998.

## Marinehistorische Studien
Im Gegensatz zu Seekriegs-Theoretikern wie Alfred Thayer Mahan und Sir Julian Corbett konzentrierte sich Cable bei seinen Untersuchungen zur Seemacht in Anlehnung an Carl von Clausewitz auf die Anwendung von maritimer Macht als Mittel der Diplomatie im Kontext der Kanonenbootpolitik (gunboat diplomacy), die er zeitlos definierte als

„… the use or threat of limited naval force, otherwise than as an act of war, in order to secure advantage, or to avert loss, either in the furtherance of an international dispute or else against foreign nationals within the territory or the jurisdiction of their own state.“

Diese Definition begrenzt Kanonenbootpolitik nicht als historisches Phänomen auf die Zeit des Hochimperialismus vor dem Ersten Weltkrieg, sondern geht davon aus, dass sie auch in der Gegenwart existiert; unabhängig davon, dass das Kanonenboot als technisches Machtinstrument im Laufe des 20. Jahrhunderts durch Kreuzer, Schlachtschiffe und schließlich Flugzeugträger und damit seegestützte Luftstreitkräfte ersetzt wurde. Als einen Höhepunkt der Kanonenbootpolitik betrachtete er die internationale Intervention in Shanghai 1927:

„In 1927, for instance, when 35 warships and 40 000 troops assembled to protect the International Concession at Shanghai from the militant Chinese nationalists whose forces had earlier seized the British concession at Hankow (Wuhan), Britain, France, Italy, Japan and the United States were the largest but not the only contributors. There were also ships from the Netherlands, Portugal and Spain.“

Als neueste Beispiele der Kanonenbootpolitik betrachtete er kurz vor seinem Tod die US-amerikanische Intervention in Monrovia im April 1996 sowie den Einsatz von britischen, amerikanischen und italienischen Seestreitkräften in Albanien im März 1997. Auch für die Zukunft hielt Cable die Verwendung von Seestreitkräften in internationalen Konflikten für notwendig, gerade auch in Hinsicht auf die zukünftige Ausbeutung von maritimen Bodenschätzen:

„When the sea itself holds those prizes – more likely in the future, with oil, fish, or manganese nodules, than in the past – or when the sea offers access or a convenient arena, there may be a case for preferring the use of naval force to other expedients. Maritime conflict is easier to limit and control than it is on land or in the air. It also inflicts less collateral damage. Warships, even if with more difficulty and at a greater distance than formerly, can pose a threat and sustain it without commitment, wait, gain time for diplomacy. If prospects look poor, warships are easier to withdraw. Warships allow choice, naval force is a flexible instrument.“

## Auszeichnungen
1967 wurde er als Commander in den Order of St. Michael and St. George (CMG) aufgenommen. 1976 wurde er als Knight Commander des Royal Victorian Order (KCVO) in den britischen Adelsstand erhoben und führte fortan den Namenszusatz „Sir“.

## Werke
- Als Hugo Grant: Britain in tomorrow's world. Principles of foreign policy, London (Chatto & Windus) 1969. ISBN 0-7011-1488-6
- Als Hugo Grant: Appearance and reality in international relations, London (Chatto & Windus) 1970. ISBN 0-7011-1650-1
- Gunboat Diplomacy. Political applications of limited naval force, London 1971. ISBN 0-7011-1755-9. 2. Aufl. unter dem Titel Gunboat Diplomacy, 1919–1979 usw., 1981, 3. Aufl. Gunboat Diplomacy 1919-1991 usw., 1994.
- The Royal Navy and the siege of Bilbao, Cambridge/London/New York 1979. ISBN 0-521-22516-7
- Britain´s Naval Future, London u. a. 1983. ISBN 0-333-34685-8
- Diplomacy at Sea, London u. a. 1985. ISBN 0-333-37563-7.
- The Geneva Conference of 1954 on Indochina, Basingstoke u. a. 1986. ISBN 0-333-38746-5
- Navies in violent peace, Basingstoke (Macmillan) 1989. ISBN 0-333-45929-6
- Intervention at Abadan: Plan Buccaneer, Basingstoke/London 1991. ISBN 0-333-53633-9
- The political influence of naval force in history, Basingstoke u. a. 1998. ISBN 0-333-67169-4